# Oligometra
Oligometra is een geslacht van haarsterren uit de familie Colobometridae.

## Soorten
- Oligometra carpenteri (Bell, 1884)
- Oligometra serripinna (Carpenter, 1881)